# アクロバット前夜
『アクロバット前夜』（アクロバットぜんや）は、福永信による短編集。2001年5月1日にリトル・モアより出版された。

## 概要
福永信の初の作品集。
本書は横書きで、1ページ目の1行目が2ページ目の1行目につながり、最終ページの1行目が1ページ目の2行目につながる、という極めて珍しいページ構成となっている。そのため、一般的な小説よりもページを巡るスピードが速くなりリズミカルな目の動きをするようになる。
過去には、文芸評論家の石川忠司によって選出された2001年上半期ベスト5入りを果たし、小説家の保坂和志からも類稀な面白さを評価された。

## 『アクロバット前夜90°』
『アクロバット前夜』を縦書きで一般的なページ構成にした『アクロバット前夜90°』が、2009年5月1日に同じくリトル・モアにて出版された。

## 収録作
- 読み終えて（『リトルモア』VOL3 1998年冬号）
- アクロバット前夜（『リトルモア』VOL6 1998年秋号）
- BOYS＆GIRLS（『リトルモア』VOL13 2000年夏号）
- 五郎の五年間（書き下ろし）
- 屋根裏部屋で無理矢理（『リトルモア』VOL7 1999年冬号）
- 三か所の二人（『リトルモア』VOL9 1999年夏号）